# Psilocybe aztecorum
Psilocybe aztecorum R. Heim, 1957 è una specie di fungo basidiomicete allucinogeno appartenente alla famiglia Strophariaceae.

## Descrizione
I funghi hanno il cappello convesso a forma di campana di diametro 1,5–2 cm e gambo di forma cilindrica, snello, di altezza fino a 7,5 cm. Il colore del cappello cambia con la variazione dell'umidità assorbita dal fungo, che vanno dal marrone scuro castano al paglierino o biancastro quando asciutto. La base del gambo è densamente ricoperta da numerosi rizomorfi bianchi, una caratteristica non comune tra le specie di Psilocybe.

### Psilocybe aztecorum bonetii
La sottospecie Psilocybe aztecorum bonetii ha spore più piccole rispetto alla sottospecie principale, e si trova ad altitudini più basse associato al pino Montezuma (Pinus montezumae) e l'abete sacro (Abies religiosa). Questo fungo può essere distinto da specie simili che crescono nelle regioni temperate, come Psilocybe baeocystis e Psilocybe quebecensis, dalle variazioni di aspetto specifiche e dalle differenze nella morfologia delle strutture microscopiche come i cistidi.

## Distribuzione e habitat
Rinvenuto solo nel Messico centrale, il fungo cresce sui detriti legnosi decomposti e si trova in zone di montagna ad altitudini tra i 3.200 e i 4.000 metri, di solito in prati o boschi erbosi con presenza del pino di Hartweg  (Pinus hartwegii).

## Storia
La specie è stata individuata dal micologo francese Roger Heim nel 1956 come una varietà di Psilocybe mexicana, prima che venisse attribuito il suo nome attuale, un anno dopo. Viene così chiamato per la sua associazione con il popolo Nahua conosciuti anche come Aztechi. Potrebbe essere stato una delle specie di funghi sacri, o teonanácatl (una parola nahuatl tradotta variamente come "fungo sacro" o "carne degli dei"), riportato nel codici del XVI secolo del cronista spagnolo Bernardino de Sahagún. I funghi sono ancora utilizzati per cerimonie spirituali dai Nahua della regione Popocatépetl, anche se questo uso sta scomparendo.